# Limadokumentet
Limadokumentet (engelsk: Baptism, Eucharist and Ministry – Faith and Order paper No.111, 1982; "Dåb, nadver, embede", forkortet DNE eller BEM) er et økumenisk, kristent dokument som diskuterer spørgsmål om dåb, nadver og embede. Teksten er udgivet af Kirkernes Verdensråd 1982 i Lima, Peru og har fået stor betydning for enhed og samtale mellem kirketraditioner.
Den danske Folkekirke deltog i Limaforhandlingerne, men har ikke tilsluttet sig dokumentet.